# 奈纳德维
奈纳德维（Naina Devi），是印度喜马偕尔邦Bilaspur县的一个城镇。总人口1161（2001年）。

## 人口
该地2001年总人口1161人，其中男性735人，女性426人；0—6岁人口126人，其中男70人，女56人；识字率80.62%，其中男性为84.08%，女性为74.65%。